# Danny Thykær
Danny Thykær (født 27. november 1978) er en dansk skuespiller.
Thykær er uddannet fra Brenaa Teater Institut i 1999 og NSCD-Leeds, England i 2003.

## Udvalgt filmografi
| År   | Titel             | Rolle | Noter                             |
| ---- | ----------------- | ----- | --------------------------------- |
| 2005 | Store planer      |       |                                   |
| 2005 | Den store dag     |       |                                   |
| 2008 | Skizo             |       | Kortfilm                          |
| 2010 | Eastern Army      |       |                                   |
| 2010 | Wasteland Tales   |       |                                   |
| 2015 | Backgammon        | Erik  | Instruktør og manuskriptforfatter |
| 2017 | Lad de døde hvile |       |                                   |